# Arthur von Knobloch
Julius Johann Alexander Arthur von Knobloch Baron von Hausen–Aubier (* 5. März 1825 in Puschkeiten; † 15. Februar 1901 in Krumteich) war ein deutscher Verwaltungsjurist und Rittergutsbesitzer in Ostpreußen.

## Leben
Arthur von Knobloch war der Sohn des Majoratbesitzers Heinrich Knobloch von Hausen-Aubier (* 7. Februar 1791; † 10. März 1881) und der Gräfin Pauline von Kalckreuth (* 14. Mai 1802; † 30. Dezember 1882).
Nach dem Abitur am Gymnasium in Königsberg studierte er an der Albertus-Universität Königsberg, der Rheinischen Friedrich-Wilhelms-Universität Bonn und der Friedrich-Wilhelms-Universität zu Berlin Rechtswissenschaft. 1847 wurde er Mitglied des Corps Littuania. Noch im selben Jahr schloss er sich wie Friedrich Karl von Preußen, Walter von Loë sowie Wilhelm von Rauchhaupt dem Corps Borussia Bonn an. Bei Littuanias folgenschwerer Spaltung 1848 blieb er Silber-Litthauer. Nach dem Studium trat er in den preußischen Staatsdienst. Noch als Regierungsreferendar bei der Regierung in Bromberg übernahm er 1853 kommissarisch das Landratsamt des Kreises Czarnikau. Von 1854 bis 1864 war er Landrat dieses Kreises. Von 1873 bis 1878 war er Landrat des Kreises Samter und von 1878 bis 1880 kommissarischer Landrat des Kreises Labiau. Knobloch war später Fideikommissherr auf Sudnicken-Krumteich. Von 1855 bis 1858 saß Knobloch von Hausen-Aubier als Abgeordneter des Wahlkreises Bromberg 2 im Preußischen Abgeordnetenhaus. Er gehörte der Fraktion um Ernst Ludwig von Gerlach an.

## Familie
Er heiratete Ada von Schlemüller (* 25. Oktober 1829; † 3. Januar 1890), eine Tochter des Generalleutnants Gustav Adolf von Schlemüller. Das Paar hatte folgende Kinder:
- Hans Joachim Ernst Arthur (* 13. Dezember 1858), Leutnant
- Paul Arthur Harry (* 1. Juni 1855; † 22. April 1925) ⚭ Béatrice Dahsé (* 29. August 1863), Eltern von Leopold von Knobloch
- Pauline Hedwig Gustave Henriette Ada (* 14. Mai 1854; † 10. Mai 1922), Schriftstellerin

⚭ 1873 (1878 geschieden) Gero von Gersdorff († 1905), zuletzt Major a. D.
⚭ Ludolf Hellmuth von Maltzahn († 1904)